# Jacques Canetti
Jacques Canetti (n. 30 mai 1909, Ruse, Regatul Bulgariei – d. 7 iunie 1997, Suresnes, Île-de-France, Franța) a fost regizor de teatru și director de discuri francez.
El poate fi considerat descoperitorul lui Georges Brassens, Jacques Brel, Guy Béart, Félix Leclerc, Francis Lemarque, Serge Gainsbourg, Henri Salvador, Boris Vian, Raymond Devos, Fernand Raynaud, Anne Sylvestre, Pierre Dac și Francis Blanche, Juliette Gréco, Catherine Sauvage, Claude Nougaro și mulți alți artiști francofoni.
A fondat cabaretul Les 3 Baudets la Paris și a fost director al casei de discuri Philips Polydor până în 1962. Apoi și-a înființat propria casă de discuri: Les Productions Jacques Canetti.
Jacques Canetti a fost fratele scriitorului și laureat al Premiului Nobel Elias Canetti.
Jacques Canetti este absolvent al HEC Paris.